# Aparecida: O Milagre
Aparecida: O Milagre é um filme de longa metragem brasileiro, dirigido por Tizuka Yamasaki, estrelado por Murilo Rosa, Leona Cavalli, Maria Fernanda Cândido, Jonatas Faro, Bete Mendes e Rodrigo Veronese nos papéis principais.

## Sinopse
Marcos Resende é um homem frio e em crise que comanda a empresa MetalNobre. Marcos perdeu a fé em Deus quando seu pai, Antônio, morre na construção da Basílica de Nossa Senhora Aparecida. Ele havia pedido um dia antes para Nossa Senhora Aparecida chuteiras para ele jogar em um time e seu pai iria comprá-las. Marcos é separado da esposa Sônia e tem rixas com o filho Lucas, além de manter uma relação afetiva ruim com Beatriz, funcionária da empresa e com sua mãe, Júlia. Após um mal-entendido, Lucas sofre um grave acidente de moto. Então Marcos revive sua história e começa uma jornada por suas lembranças sobre a convivência com seu pai. E quando ele recorre a Júlia, ela revela a misteriosa graça de sua família.

## Elenco
- Murilo Rosa - Marcos Resende
- Leona Cavalli - Sônia Resende
- Maria Fernanda Cândido - Beatriz
- Jonatas Faro - Lucas Resende
- Bete Mendes - Júlia Resende
- Rodrigo Veronese - Antônio Resende (jovem)
- Vinícius Franco - Marcos (criança)
- Janaina Prado - Júlia (jovem)
- Leopoldo Pacheco - Moacir
- Dandara Mariana - Sheila

## Recepção
Amanda Carvalho em sua crítica para o site Cine Click disse que o filme "é feito para um público específico: católicos. E a ele deverá atender bem. E só. No mais, apesar de Luis Abramo ter caprichado na fotografia, da trilha sonora de Paulo Francisco Paes ser condizente com o tema e a direção de Tizuka Yamazaki não comprometer, o roteiro do longa é falho e cai na obviedade". Durante sua análise crítica, o Ccine10 declara: "Aparecida: O Milagre é uma delicada narração sobre um dos milagres da santa. No ano em que os filmes espíritas roubaram a cena nos cinemas, surge um católico que vai tentar seguir o caminho. Bom... Fazer um filme que por si só já é um clichê é um desafio e tanto, mas Tizuka Yamasaki mesmo com um baixo orçamento e se utilizando fortemente de clichês em sua construção, consegue passar bem a mensagem".